# Geranoaetus
Geranoaetus este un gen de păsări de pradă din familia Accipitridae. Acesta conține trei specii. Geranoaetus sunt păsări mari; întinderea aripilor lor este de aproximativ 175-200 cm, lungimea totală este de 62-80 cm iar greutatea de aproximativ 2 kg.

## Taxonomie
Genul Geranoaetus a fost introdus în 1844 de naturalistul german Johann Jakob Kaup pentru a găzdui Geranoaetus melanoleucus, care este, prin urmare, considerată specia tip. Numele genului Geranoaetus provine din greaca veche, din géranos (γέρᾶνoς), „cocor” și aetós (ἆετός), „vultur”.
- Geranoaetus albicaudatus – șoim cu coadă albă
- Geranoaetus polyosom – șoim cu spate roșu
- Geranoaetus melanoleucus – șoim cu piept negru